# George Clifford
George Clifford (1685-1760) fue un jurisconsulto y botánico holandés.
Logró reunir en su tierra de Hartecamp la más bella colección de flores de su tiempo; confiando su dirección técnica a Carlos Linneo (1707-1778), de quien Clifford fue constante protector. Linneo describe esa colección con el nombre Hortus Cliffortianus y puso en su honor su nombre a un género botánico.
- La abreviatura «G.Clifford» se emplea para indicar a George Clifford como autoridad en la descripción y clasificación científica de los vegetales.[1]